# Мінченко Анатолій Каленикович
Анато́лій Калени́кович Мі́нченко (15 листопада 1939, Дніпропетровськ) — український державний діяч. Академік АІН України.

## Біографічні відомості
У 1957 році закінчив будівельний технікум. З 1957 року працював бетонником на Баглійському заводі «Буддеталь» в Дніпродзержинську.
У 1958—1961 р. — служба у Радянській армії.
У 1962—1963 р. — слюсар-монтажник Баглійського котельно-механічного заводу Дніпропетровської області. У 1963—1964 р. — слюсар Дніпродзержинського азотно-тукового заводу. З 1964 року — інженер, начальник цеху, начальник виробництва Дніпродзержинського азотно-тукового заводу Дніпропетровської області.
У 1970 році закінчив Дніпропетровський хіміко-технологічний інститут імені Дзержинського, інженер-механік.
Член КПРС з 1973 року.
У 1975—1979 р. — заступник директора, генеральний директор Дніпродзержинського виробничого об'єднання «Азот» Дніпропетровської області.
У 1979—1980 р. — начальник Укрголовхіму при Державному комітеті УРСР з матеріально-технічного забезпечення.
У 1980—1986 р. — заступник, у 1986—1989 р. — 1-й заступник Голови Держкомітету УРСР з матеріально-технічного постачання.
13 липня 1989 (знову затверджений Верховної Радою 26 липня 1990) — 21 травня 1991 р. — голова Державного комітету УРСР з матеріально-технічного постачання.
21 травня 1991 — 29 лютого 1992 р. — державний міністр — міністр у справах економіки УРСР (України).
29 лютого — жовтень 1992 р. — міністр державних ресурсів України.
У листопаді 1992 — вересні 1993 р. — голова Державного комітету України з матеріальних ресурсів.
У 1993—1995 р. — 1-й віце-президент Міжнародного фонду гуманітарних і економічних зв'язків України з РФ.
У 1995—1996 р. — голова Українського Союзу Промисловців та Підприємців (УСПП).
11 вересня 1996 — 30 липня 1997 р. — державний Міністр з питань промислової політики та паливно-енергетичного комплексу України.
30 липня 1997 — 25 листопада 1999 р. — голова Державного комітету України з матеріальних ресурсів.
З 2000 року — Голова наглядової ради ВАТ «Укрпідшипник»

## Нагороди та відзнаки
- Орден «За заслуги» III ступеня (1999)[7].